# Cheleri
Cheleri es una ciudad censal situada en el distrito de Kannur en el estado de Kerala (India). Su población es de 10848 habitantes (2011). Se encuentra a 6 km de Kannur y a 89 km de Kozhikode.

## Demografía
Según el censo de 2011 la población de Cheleri era de 10848 habitantes, de los cuales 4873 eran hombres y 5975 eran mujeres. Cheleri tiene una tasa media de alfabetización del 93,96%, inferior a la media estatal del 94%: la alfabetización masculina es del 97,67%, y la alfabetización femenina del 91%.